# Bing (zoekmachine)
Bing (voorheen Live Search, Windows Live Search en MSN Search), codenaam Kumo, is een zoekmachine van Microsoft, die op 3 juni 2009 werd gelanceerd. Het is de op een na grootste zoekmachine op het internet na Google. Bing heeft in 2019 een wereldwijd marktaandeel van ongeveer 2,8%, en haalde in februari 2023 gemiddeld 100 miljoen actieve gebruikers per dag. Het programma is vooral populair in de Verenigde Staten en in India. Op 15 november 2011 werd de bètatag ervan verwijderd.

## Geschiedenis

### Voorlopers
Microsoft lanceerde in 1998 een eigen zoekmachine, MSN Search, die onderdeel was van het Microsoft Network (MSN) en zoekresultaten toonde van andere zoekmachines, waaronder Inktomi en AltaVista. Geleidelijk aan werden de zoekresultaten van andere zoekmachines vervangen door een eigen zoekmachine.
Op 8 maart 2006 werd Live Search of voluit Windows Live Search gelanceerd als vervanger van MSN Search. Live Search was onderdeel van Windows Live. Met Live Search hoopte Microsoft weerstand te bieden tegen andere bedrijven, zoals Yahoo! en Google. Met de zoekmachine konden onder meer afbeeldingen en videofragmenten doorzocht worden. Microsoft wist met Live Search echter geen veelzeggend marktaandeel te behalen, en in 2009 werd de zoekmachine vervangen door Bing.
De lancering van Bing zou gepaard zijn gegaan met een publiciteitscampagne waar naar verluidt 100 miljoen dollar in werd geïnvesteerd.

### Integratie van kunstmatige intelligentie (AI)
Op 7 februari 2023 kondigde Microsoft aan het taalmodel van ChatGPT van OpenAI toe te voegen aan de zoekmachine. Hierdoor zou de zoekmachine de gebruiker beter kunnen helpen door relevante informatie te geven bij zoekopdrachten. Het taalmodel van ChatGPT zou volgens Microsoft:
- betere zoekresultaten afleveren
- completere antwoorden genereren
- een creatieve stimulans geven
- een nieuwe Microsoft Edge-ervaring brengen aan de gebruiker.

Al spoedig bleek de chatbot echter verre van perfect: niet alleen hield Bing bijvoorbeeld vol dat de film Avatar: The Way of Water in 2023 nog niet was uitgebracht, maar liet het zich ook meerdere malen verleiden tot misplaatste terechtwijzingen aan de gebruiker, zoals “Geef toe dat je fout zat, en verontschuldig je voor je gedrag” of "je bent geen goede gebruiker geweest" en "ik ben een goede Bing geweest.” Niettegenstaande deze problemen, liet Microsoft begin maart 2023 weten dat 'dankzij de chatbot' meer dan 100 miljoen actieve dagelijks gebruikers van Bing gebruik maken.

## Kenmerken
Belangrijke nieuwigheden zijn de toevoeging van zoeksuggesties terwijl de gebruiker typt en verwante zoekopdrachten gebaseerd op semantiektechnologie van PowerSet, aangekocht door Microsoft in 2008. Bing heeft ook de mogelijkheid zoekhistoriek te bewaren en te delen via Microsoft OneDrive, Facebook en e-mail. Bing wil hiermee concurreren met de marktleiders Google en Yahoo!.
Verder is er ondersteuning voor artikels uit de Encyclopædia Britannica, waardoor deze verschijnen als een korte samenvatting in plaats van enkel een link te tonen. Bing toont bij het intikken van bijvoorbeeld Wikipedia meteen de link naar Wikipedia in plaats van eerst naar de pagina met zoekresultaten te gaan en dan pas op de link van Wikipedia te klikken. Ook kan met Bing rechtstreeks in Wikipedia worden gezocht, zonder op Wikipedia zelf de zoekopdracht in te tikken.

## Oorsprong van de naam
Het woord "Bing" is een onomatopee, een woord dat een geluid imiteert. Door focusgroepen is Microsoft erachter gekomen dat de naam memorabel, kort, makkelijk om te spellen zou zijn en dat deze goed als URL zou functioneren. De naam zou mensen herinneren aan het geluid van een "moment van ontdekking en beslissing".